# L de la Vela
L de la Vela (L Velorum) és una estrella de magnitud aparent +5,03 situada a la constel·lació de la Vela. Es troba a 894 ± 47 anys llum de distància del Sistema Solar.
L de la Vela és una calenta subgegant blava de tipus espectral B1.5IV amb una temperatura superficial de 22.675 K. La seva lluminositat és gairebé 6.000 vegades superior a la del Sol. Té un diàmetre unes 6,2 vegades més gran que el diàmetre solar i gira sobre si mateixa amb una velocitat de rotació projectada de 207 km/s, més de 100 vegades més de pressa que el Sol. La seva massa, per sobre de les 9 masses solars, la situa en el límit que separa aquelles estrelles que acaben la seva vida explotant com supernoves, d'aquelles que, de forma menys violenta, s'extingeixen com nanes blanques massives.
L de la Vela és una estrella fugitiva, és a dir, es mou a través de l'espai a gran velocitat en comparació amb les estrelles del seu entorn. En concret, la velocitat espacial de L de la Vela respecte a la rotació de la galàxia és de 32,1 km/s. S'ha constatat que en el passat -fa entre 2 i 10 milions d'anys-, l'estrella va ocupar el mateix espai que el cúmul obert IC 2602. Es pensa que la seva condició d'estrella fugitiva és el resultat de l'explosió com supernova d'una de les components d'un sistema binari; en molts casos, després de l'explosió, el sistema binari roman com a tal, però en altres casos l'explosió imprimeix una gran velocitat a l'estrella acompanyant, com va poder ser el cas de L de la Vela. En general, aquest tipus d'estrelles fugitives roten a gran velocitat i la seva edat cinemàtica -des que l'estrella va ser expel·lida del sistema- és inferior a la de el grup d'origen. L de la Vela compleix aquesta última condició, ja que la seva edat de 14,1 ± 2,3 milions d'anys és inferior a la del cúmul IC 2602 (25 milions d'anys).